# 其士建築
其士建築集團有限公司（當時為0577.HK），在1996年成立，集團當時經營建築業務，主要資產中國內地、香港等地方。是從其士國際（0025.HK）分拆出來的。
1996年，正式在香港交易所主板上市；於1997年，本集團受到亞太金融風暴影響，大型基建漸漸減少。
2004年，由於交投反應欠佳，其士國際集團有限公司把本公司私有化通過，正式撤銷上市。

## 外部連結
- Chevalier.com （页面存档备份，存于）
- 本公司被母公司私有化過程[永久]